# Maquis (Franse verzetsbeweging)
Maquis waren guerrilla-eenheden van de Franse verzetsbeweging (de Résistance) die gedurende de Tweede Wereldoorlog actief waren. Er werd gewapend verzet gepleegd tegen de Duitsers en de leden van de Maquis zaten ondergedoken in de natuur van het Franse platteland; aan dit laatste ontleenden zij hun naam.
De Maquis hebben - als geheim leger - een belangrijke rol gespeeld in het vernietigen van kritieke infrastructuur van de Duitsers in de voorbereiding van D-Day, de invasie in Normandië op 6 juni 1944. De Maquis droegen de Baskische baret. Maar omdat de groep (ook) in het zuiden opereerde waren de Maquis niet te onderscheiden van de plaatselijke bevolking die ook deze baretten droeg. 
Soms werd een Maquisard-aanval groots uitgevoerd. Zo vielen in april 1944 onder leiding van Nancy Wake (een SOE-agente) 7000 Maquisard-strijders een Duits SS-garnizoen van 20.000 soldaten aan. Er vielen bij deze aanval zeker 1400 slachtoffers. Aan beide kanten werden vaak geen gevangenen gemaakt. De Maquisards die in handen van de Duitsers vielen, werden bij hun ondervraging gemarteld. Weer anderen verdwenen in de concentratiekampen. De Maquisards terroriseerden de Duitse bezetter en het Vichy-regime in Frankrijk waar zij dit maar konden doen.

## Leden
Politiek gezien waren de Maquisards een bonte verzameling van alle mogelijke politieke gezindtes (van rechts nationalistisch tot communistisch), maar er mocht standaard niet aan politiek worden gedaan binnen de Maquis als groep.
Bij de Maquis waren ook buitenlanders betrokken zoals Otto Aernout van Lennep.

## Star Trek
In het Star Trekuniversum is de Maquis een fictieve verzetsgroepering, die voorkomt in de televisieseries Star Trek: The Next Generation, Star Trek: Deep Space Nine, Star Trek: Voyager en Star Trek: Picard.